# 寶可夢 朱／紫
《寶可夢 朱／紫》是一款由GAME FREAK開發，寶可夢公司與任天堂發行，並在任天堂Switch平台上發售的角色扮演遊戲，屬於寶可夢系列第九世代。本作於2022年2月27日的寶可夢發表會上公佈，並於2022年11月18日全球發售。
付費新增內容《零之秘寶》中「前篇：碧之假面」於2023年9月13日公開，「後篇：藍之圓盤」於同年12月14日公開，「題外篇」於2024年1月11日公開。
後對應任天堂Switch 2的發售，可升級至任天堂Switch 2或是直接購買任天堂Switch 2的版本進行遊玩。

## 遊戲機制
《寶可夢 朱／紫》延續了主系列作品的基本玩法，玩家可以透過捕捉或交換以獲得稱為寶可夢的生物，並與寶可夢一同探索帕底亞地區、與其他訓練家進行對戰，與以往不同的是，本作玩家可以自主選擇是否與路上的NPC訓練家對戰。
本作的地圖為開放式世界，包括城鎮和廣闊的自然景觀，兩者之間沒有明確的邊界。此外，遊戲劇情共有三條路線可供選擇，完成目標的順序與進度皆取決於玩家。
遊戲中共新增了110種新的寶可夢，包括三種新的初始寶可夢：草貓寶可夢「新葉喵」、火鱷寶可夢「呆火鱷」與小鴨寶可夢「潤水鴨」，以及兩種版本限定的傳說寶可夢：《寶可夢 朱》的「故勒頓」與《寶可夢 紫》的「密勒頓」。
遊戲中引入新的寶可夢形態，牠們與過去已知的寶可夢十分相似，但卻是完全不同的物種，類似現實中的趨同演化；如遊戲中新加入的「海地鼠」對應「地鼠」，兩者在圖鑑中是屬於不同種寶可夢，與系列過去的「地區型態寶可夢」不同。
遊戲中也引入新的「悖謬寶可夢」分類，這些是來自古代或未來的寶可夢，並與現代所存在的寶可夢十分相似，例如來自古代的「吼叫尾」與現代的「胖丁」。
在探險的過程中，玩家可以騎乘故勒頓或密勒頓穿越各種地形。遊戲還新增了「Let's Go」功能，讓玩家能與寶可夢一起走，並自動與野生寶可夢對戰。此外，本作新增了「聯盟集友圈」，最多可同時與三名玩家(共4名玩家)一起遊玩。
本作新增了「太晶化」的對戰機制，透過每次對戰只能使用一次的太晶珠，能夠將一隻寶可夢的屬性改變為其「太晶屬性」。遊戲中也新增了招式「太晶爆發」，該招式的屬性會依照太晶化寶可夢的太晶屬性改變。並於「後篇：藍之圓盤」新增新太晶屬性「星晶」。
本作可與《Pokémon HOME》連結，並傳送來自其他地區的寶可夢。

## 故事

### 背景
《寶可夢 朱／紫》的故事背景發生於寶可夢世界的帕底亞地區，該區有草原、沙漠、山地、雪山等多樣化地形，周邊有幾個離島。地區中央是一個名為「帕底亞巨坑」的超大隕石坑，坑內被稱為「第零區」，該區也是首次發現「太晶化」現象的地方。帕底亞被劃分為20個區域。

### 劇情大綱
在《寶可夢 朱／紫》中，玩家扮演橘子學院或葡萄學院的學生，並參加學院舉辦的尋寶活動。該活動鼓勵學生向外探索，尋找「寶物」。主角遇見失去戰鬥能力的傳說寶可夢故勒頓或密勒頓，該寶可夢會成為玩家的坐騎。之後玩家需進行三個故事：冠軍之路、星塵之路和傳說之路。
在冠軍之路中，玩家需挑戰八個道館，而冠軍級訓練家妮莫時不時會出現並挑戰主角。在主角打敗道館館主並蒐集八個徽章，再挑戰四天王和首席也慈之後，便會晉升為冠軍級，得以和妮莫一較高下。
在星塵之路中，玩家幫助內向的女學生牡丹對抗學院內霸凌其他學生的組織「天星隊」，神秘人士仙后委請主角擊敗天星隊五名小隊長，迫使天星隊解散。過程中，學院校長克拉韋爾會喬裝成學生聶凱幫助主角，同時試圖查明天星隊的源頭。最終主角和校長得知，天星隊是為了對抗霸凌者而成立的組織，他們在一年半前與霸凌者對抗，導致霸凌者退學。在擊敗所有小隊長後，牡丹會與主角見面並表示自己即是仙后，更是天星隊真正的首領，在牡丹被擊敗後，克拉韋爾表示會與天星隊和平共處。
在傳說之路中，主角的學長派帕希望找到五種秘傳調味料，並請主角幫忙。主角和派帕合作擊敗五隻「寶主」寶可夢，每擊敗一隻就能取得一種秘傳調味料，此調味料製成的料理能讓主角的故勒頓或密勒頓獲得新能力，也能讓派帕那隻患病的寶可夢恢復活力。在蒐集所有調味料後，研究第零區的奧琳博士或弗圖博士會請主角攜著朱之書或紫之書，和自己的兒子派帕一起到第零區。因第零區環境凶險，派帕會請主角招募更多同伴。
在完成三個故事後，主角會和派帕、妮莫、牡丹一同進入第零區，進行「歸鄉之路」。眾人會在第零區見到「悖謬寶可夢」，它們來自遠古或未來。抵達實驗室後，博士會揭示自己其實是由AI控制的機器人，真正的博士已經因實驗意外喪生。AI表示悖謬寶可夢是經博士製造的時光機傳送而來，AI希望主角關閉時光機，但它的系統卻會不惜一切守護時光機，因此被迫與主角一戰。主角第一次獲勝後，AI會強制封鎖精靈球，使主角必須使用故勒頓或密勒頓再次擊敗AI。在AI被打敗後，它會前往另一個時空，並在離開前就博士長期忽視兒子一事向派帕道歉。
回到學院後，也慈、妮莫和克拉韋爾會籌辦校園最強大賽，促進師生交流。

#### DLC
在「前篇：碧之假面」中，玩家到翠綠鎮參加夏令營，並參與當地的祭典活動；在「後篇：藍之圓盤」中，玩家以交換學生的身分前往藍莓學院，與當地訓練家交流；在「番外篇」中，玩家將與妮莫、派帕和牡丹等曾經一同冒險的夥伴再次造訪翠綠鎮。

## 開發與發行
據GAME FREAK於CEDEC 2022所述，本作於2019年末開始製作，接近《寶可夢 劍／盾》的發行日。
2022年2月27日，本作於「Pokémon Presents」首度發表、並公開初始寶可夢，宣布本作為「開放世界」遊戲。與系列作以往不同，玩家可自行決定故事的順序。且藉由影片中的線索推測，本作地區的原型可能坐落於現實的西班牙與葡萄牙。
2022年6月1日，發布了第二支遊戲預告，展示了雙版本的傳說寶可夢「故勒頓」與「密勒頓」及更多遊戲畫面、新寶可夢等，並宣布於同年的11月18日發售。當天隨後，《Undertale》的製作人Toby Fox宣布將會參與本作的作曲工作。
2022年8月3日，發布了第三支遊戲預告，公布新角色、新對戰機制「太晶化」與玩家騎乘傳說寶可夢的樣子。
2022年9月7日，發布了第四支遊戲預告，公布新角色、劇情中的三篇故事：以晉升冠軍級為目標挑戰道館的「冠軍之路」、尋找珍貴食材的「傳說之路」，和對抗校園中麻煩集團「天星隊」的「星塵★之路」。
2022年9月29日，寶可夢公司與歌手紅髮艾德推出歌曲〈遨遊天際〉（Celestial），並將會收錄於本作遊戲中。
2022年10月6日，發布了14分鐘的「帕底亞地區冒險導覽篇」預告，主要聚焦在四人連線遊玩、劇情的三篇故事、以及公布麒麟奇的進化「奇麒麟」。
2022年11月4日，以《寶可夢 朱／紫》為主題的任天堂Switch OLED主機開始發售。
2022年11月11日，《斯普拉遁3》舉行寶可夢合作祭典「要選哪種屬性的夥伴呢？草 vs 火 vs 水」。
2022年11月18日，發售日當天於台北101舉辦點燈儀式，並邀請到寶可夢公司的宣傳企劃部渡邊總監和亞洲事業部小林總監來台致詞。

## 反響
| 汇总媒体   | 得分   |
| ---------- | ------ |
| Metacritic | 74/100 |

| 媒体                  | 得分    |
| --------------------- | ------- |
| Digital Trends        | [ 22 ]  |
| Game Informer         | 8.25/10 |
| GamePro               | 75/100  |
| GamesRadar+           | [ 25 ]  |
| GameSpot              | 8/10    |
| HardcoreGamer         | 4/5     |
| IGN                   | 6/10    |
| Nintendo Life         | [ 29 ]  |
| Shacknews             | 7/10    |
| 每日电讯报            | [ 31 ]  |
| 衛報                  | [ 32 ]  |
| VG247                 | [ 33 ]  |
| Video Games Chronicle | [ 34 ]  |

### 評價
Metacritic對本作給予普遍優良評價。GameSpot給予本作8/10的評價，稱讚了本作開放世界所帶來的另人振奮的冒險，並給予簡化了孵蛋流程的培育要素好評，同時還稱「太晶化」替本作帶來了更多的對戰變化。另外也批評了本作欠於最佳化而帶來頻繁的畫面延遲問題，同時對於沒有對戰塔而感到失望。

### 銷售
根據寶可夢公司所述，本作的預購數量為系列歷史最高。在英國，本作上市的前三日銷售量超越了《FIFA 23》的紀錄，成為2022年首發銷售最高的電子遊戲。
2022年11月24日，任天堂宣布本作的在全球的前三日銷售量已突破1000萬套，其中日本國內占405萬套，兩者皆是任天堂電子遊戲機所有遊戲中最高的首發銷售記錄。
截至2025年5月8日遊戲的全球銷售量已達到2679萬套，成為系列銷售量第二高的作品，僅次於《寶可夢 紅／綠》的主系列宝可梦游戏。

## 註解
1. ↑  Ed Sheeran參與創作片尾插入曲〈Celestial〉

## 外部連結
- 官方网站：繁體中文、简体中文、日本